# اندیس درمیان ۱
درمیان ۱ یک اندیس فلزی است که در حوالی شهر سر بیشه استان خراسان قرار دارد و مادهٔ معدنی موجود در آن، مس است.  